# Eleazar López Contreras
Eleazar López Contreras, pełne imię: José Eleazar (ur. 5 maja 1883 w Queniquea, zm. 2 stycznia 1973 w Caracas) – wenezuelski wojskowy i polityk, prezydent Wenezueli (1936–1941).

## Życiorys
Był synem pułkownika Manuela Marii Lópeza Trejo i jego żony Cataliny Contreras. We wczesnym dzieciństwie stracił ojca; nad jego edukacją nadzór sprawował wuj, ks. Fernando Contreras. Ukończył prywatne szkoły podstawowe, a następnie kolegium Najświętszego Serca Jezusowego w La Grita. Zachęcony przez wuja, podjął studia medyczne na Uniwersytecie Andyjskim, lecz przerwał je, by wziąć udział w rewolucji liberalnej (hiszp. Revolución Liberal Restauradora), po stronie gen. Cipriano Castro. Brał udział w walkach rewolucjonistów z siłami rządowymi i 22 października 1899 brał udział we wjeździe zwycięskich oddziałów Castro do Caracas.
W okresie dyktatury Juana Vicente Gómeza sprawował różne stanowiska wojskowe i cywilne. Po śmierci Gomeza w 1935 został wybrany na nowego prezydenta Wenezueli przez Kongres Narodowy. Zainicjował proces wewnętrznej transformacji i demokratyzacji kraju. Starał się przy tym utrzymywać równowagę między skrajnymi siłami politycznymi (gomezistami a nielegalną Komunistyczną Partią Wenezueli), by uniknąć wybuchu wojny domowej.
W 1941, po zakończeniu kadencji, odszedł z urzędu prezydenta, który objął na mocy wyboru Kongresu jego współpracownik i przyjaciel Isaías Medina Angarita. Kontynuował on zainicjowaną przez poprzednika politykę demokratyzacji Wenezueli. Rząd Mediny Angarity został obalony przez zamach stanu w 1945. Lopez Contreras został uwięziony przez powstałą w wymienionym roku Rewolucyjną Juntę Rządową, a następnie zmuszony do emigracji. Żył w Kolumbii, następnie w USA i od 1951 ponownie w Wenezueli. Tytularnie był senatorem dożywotnim, nie prowadził już jednak żadnej działalności politycznej.
Był trzykrotnie żonaty. Z pierwszego związku z Luz Wolkmar miał pięcioro dzieci – Blankę Rosę, Eleazara, Cristinę, Cecilię, Fernanda i Margaritę. Jego drugie małżeństwo z Luisą Eleną Mijares było bezpotomne, ze związku z Maríą Teresą Núñez Tovar miał córki Mercedes Enriquetę i Marię Teresę.

## Odznaczenia (lista niepełna)
- Wielki Łańcuch Orderu Wyzwoliciela (Wenezuela)
- Krzyż Wielki Orderu Francisco de Miranda (Wenezuela)